# Banteer
Banteer est un village d'Irlande, situé dans le comté de Cork, dans la province du Munster.
La localité compte 355 habitants en 2016.